# Еміліо Асеваль
Еміліо Асеваль (ісп. Emilio Aceval Marín; 16 жовтня 1853, Асунсьйон, Парагвай  — 15 квітня 1931, Асунсьйон, Парагвай) — парагвайський державний діяч, президент Парагваю (1898—1902).

## Життєпис
Народився у 1853 в Асунсьйоні, брат відомого парагвайського дипломата Бенхаміна Асеваля, що зробив великий внесок у рішення на користь Парагваю щодо суперечки про регіон Чако; син Леонардо Асеваля і Моніки Марін.
Під час Парагвайської війни у віці 13 років вступив до армії, брав участь у низці боїв, потрапив у полон.
Після війни з'ясував, що дім його батьків у Асунсьйоні розграбований, але родичі допомогли йому виїхати на навчання до Аргентини.
Відтак він вирушив у подорож Європою і США, і повернувся на батьківщину в 1881, де зайнявся фермерством, ставши крупним землевласником.
Під час президентства генерала Еґускіси став у його кабінеті міністром фінансів, а також міністром армії і флоту.
У 1898 сам був обраний президентом країни. За його правління був прийнятий закон про колонізацію, який дозволив залучити до країни велику кількість іммігрантів з Італії, однак країна також пережила епідемію бубонної чуми.
З 1 січня 1901 в Парагваї була офіційно введена метрична система мір, що замінила унції, милі і т. ін., що лишалися з часів іспанського колоніального володіння.
9 січня 1902 в столиці був сформований революційний комітет у складі генералів Кабальєро і Ескобара, а також полковника Ескурри, який відсторонив Асеваля від влади.